# 張志傑
張 志傑（ちょう しけつ、ツァン・ジージェ、英語: Zhang Zhijie、2007年1月30日 - 2024年6月30日）は、中華人民共和国の男子バドミントン選手。
世界大会の競技中に心臓発作によって17歳で死亡。

## 経歴
2024年のダッチ・ジュニアでは、決勝で1歳年上でアジアジュニア選手権王者の胡哲安を破って優勝した。
翌月のドイツ・ジュニアでは、準決勝で再び胡哲安をストレートで破るが、決勝で同胞の王子峻に敗れた。
同年のアジアジュニア選手権では、グループステージ2日目の試合中に心不全によって亡くなった。中国代表チームは、張の意志を引き継いで優勝を果たし、表彰台では金メダルとともに彼のユニフォームが掲げられた。

## 死去
2024年のアジアジュニア選手権において、団体戦で日本の川野寿真との対戦中、張は11-11の場面で心不全によって突然コート上に倒れた。病院に搬送されるも、当日の夜に死亡した。
審判の許可無しに試合中の選手に触れると、該当選手が失格になるといった競技ルールが存在したため、医療チームはすぐにコートに立入ることができず、張の元に駆けつけた後も心臓マッサージ等の応急処置を施さなかった。この杜撰な対応が世界から問題視されることとなった。
同国の女子代表の陳雨菲や、インドの女子代表であるシンドゥ・プサルラは、自身のSNSアカウントで哀悼の意を表した。
世界バドミントン連盟、アジアバドミントン連盟、中国バドミントン協会、インドネシアバドミントン協会は、張の死に対して深い悲しみを表明した。
ジュニア国際大会では、16歳でU19のアジアジュニア王者となった天才胡哲安に、1歳年下ながらに2連勝するなど、圧倒的な才能を持った将来有望な選手であった。